# Emissionskredit
Der Begriff Emissionskredit bezeichnet den Ruf der Bank bei Emission von Wertpapieren.
Ein Emissionskredit wird von speziellen Emissionsbanken vergeben, die sich auf dieses Gebiet spezialisiert haben. Das emittierende Unternehmen hat Wertpapiere auszugeben, die auf dem Wertpapiermarkt platziert werden sollen, um Kapital für den Emittenten zu erzielen, das für Investitionen im Unternehmen genutzt werden kann. Dabei gewährt die Bank dem Emittenten einen Kredit, indem sie die Wertpapiere des Unternehmens fest übernimmt. Dadurch erhält die Bank Wertpapiere und in der Regel Anteile am jeweiligen Unternehmen. Das emittierende Unternehmen erhält eine Kapitalaufstockung durch die Übertragung der Wertpapiere. Dabei dienen die Wertpapiere als Sicherheit für die Emissionsbank, die sie als Wertanlage nutzen kann.
Ein hoher Emissionskredit ist wesentlich für den Erfolg von Emissionen und wird hauptsächlich durch erfolgreiche Emissionen dieser Bank in der Vergangenheit bestimmt.
Fälschlich wird auch die Vorfinanzierung des Emissionserlöses durch die Emissionsbanken als Emissionskredit bezeichnet. Fälschlich, da es sich nicht um einen Kredit gegen feste Übernahme der auszugebenden Wertpapiere (Aktien, Anleihen) handelt, sondern um eine Vorauszahlung des Emissionserlöses.